# 築地館 (映画館)
築地館（つきじかん）は、かつて存在した日本の映画館である。
正確な時期は不明であるが1920年（大正9年）代にはすでに東京府北豊島郡王子町大字豊島（現在の東京都北区豊島）に開館しており、帝国キネマ演芸や松竹キネマの上映館であった。河合徳三郎に経営が移って以降は、河合築地館（かわいつきじかん）とも呼ばれた。1940年（昭和15年）前後には王子新興映画劇場（おうじしんこうえいがげきじょう）と改称している。第二次世界大戦末期、1945年（昭和20年）2月19日の空襲によって豊島地区は壊滅、閉館を余儀なくされた。戦前に一時、映画監督の渡辺護の実家が経営にかかわっていたことでも知られる。

## 沿革
- 1920年代 - 開館[1]。
- 1940年（昭和15年）前後 - 王子新興映画劇場と改称[6][7]。
- 1945年（昭和20年）2月19日 - 空襲によって豊島地区壊滅・閉館[8]。

## データ
- 所在地 : 東京府東京市王子区豊島町2丁目1番地[6][7]
  - 開館時の東京府北多摩郡王子町大字豊島137番地[1][2][3][4]
  - 現在時の東京都北区豊島1丁目38番8号、マンション「セントラル王子」の位置[11][12][13]

北緯35度45分32秒 東経139度44分29秒 / 北緯35.75889度 東経139.74139度
- 経営 : 
  1. 石井仲次郎 （1920年代[2][3]）
  2. 河合徳三郎 （1930年代[4]）
  3. 宮川利一・平石喜伸 （1940年代[6][7]）
- 支配人 : 
  1. 石井仲次郎 （1920年代[2][3]）
  2. 鶴田弥兵衛 （1930年代[4]）
  3. 宮川利一 （1940年代[6][7]）
- 構造 : 木造二階建
- 観客定員数 : 444名（1926年[2] - 1930年[2][3][4]） ⇒ 458名（1941年[6] - 1943年[7]）

## 概要

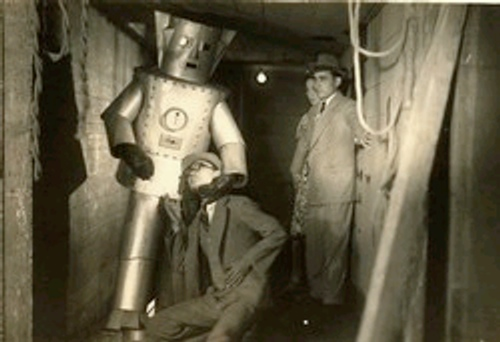
大都映画が1939年（昭和14年）9月14日に公開した『怪電波の戦慄 第二篇 透明人間篇』（監督山内俊英）のスチル写真。

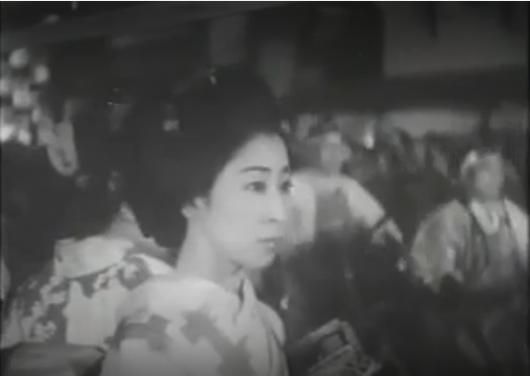
大映京都撮影所が製作し1942年（昭和17年）5月14日に「紅系」で公開された『維新の曲』（監督牛原虚彦）の琴糸路は大都映画出身であった。

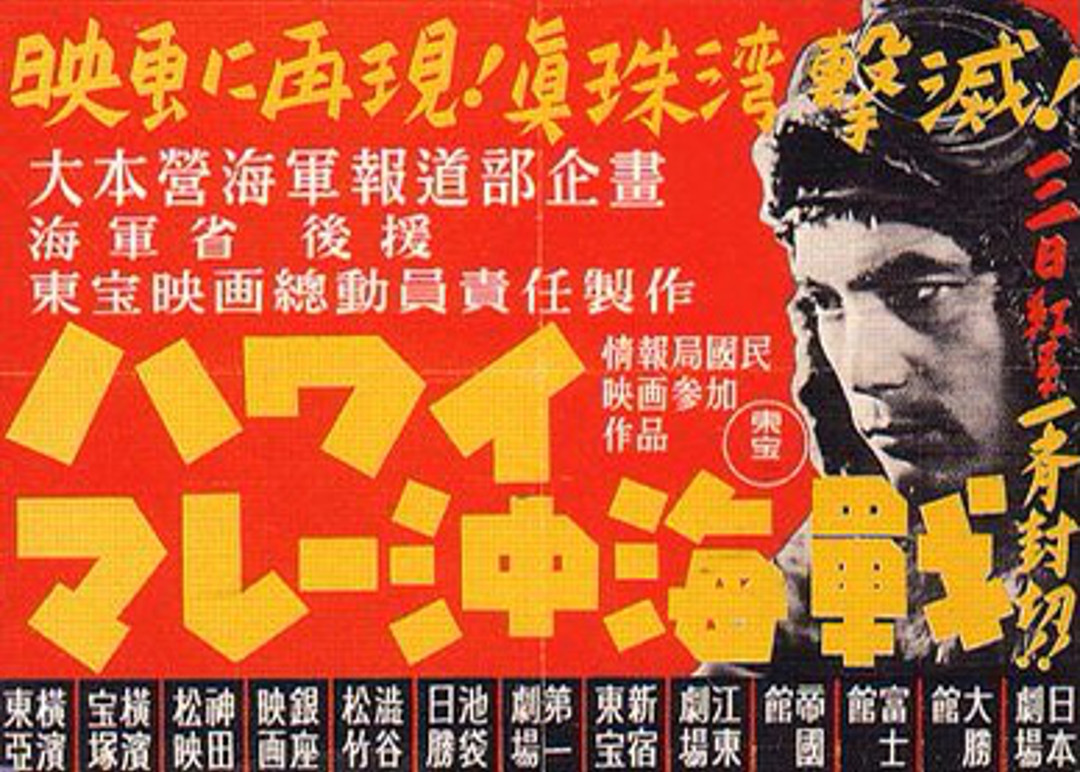
東宝映画が製作し同年12月3日に「紅系」で公開された『ハワイ・マレー沖海戦』（監督山本嘉次郎）のポスター。同館は10番館であるためポスターに館名はない。

正確な時期は不明であるが1920年（大正9年）代にはすでに東京府北多摩郡王子町大字豊島137番地（現在の東京都北区豊島1丁目38番8号）に開館しており、帝国キネマ演芸や松竹キネマの上映館であった。同地は、現在では明治通りのカーブや首都高速中央環状線に囲まれる地域であるが、開館当時は「築地通り」（大字豊島字築地）と呼ばれるいわゆる三業地に隣接しており、「築地通り」と交差する同館前の通りは「築地館通り」と呼ばれた。1927年（昭和2年）に発行された『日本映画事業総覧 昭和二年版』によれば、同館は石井仲次郎の個人経営、観客定員数は444名と記載されているが、同所には同年当時の同館の興行系統については記されていない。当時の王子町には、同館のほか、日活・帝国キネマ演芸・マキノプロダクションの上映館であった王子萬歳館（王子町字王子330番地、経営・坂間好之助）、松竹キネマ・東亜キネマの上映館であったレコード館（王子町字王子柳町438番地、戦後の王子レコード劇場、経営・鈴木正）の合計3館が存在した。
1929年（昭和4年）には、同館は河合映画製作社社長の河合徳三郎に経営が変わり、興行系統も河合系になり、河合の直営館となった。同年の河合映画は、『熱砂の舞』（監督：高見貞衛、原作・脚本：山内英三、9月27日公開）、『血の曲芸団』（監督：小沢得二、10月11日公開）、『乱刃』（監督：森田京三郎、10月28日公開）、『直侍と河内山』（監督：村越章二郎、原作・脚本：八尋不二、11月1日公開）、『貝殻一平 前篇』（監督：村越章二郎、原作：吉川英治、脚本：八尋不二、12月31日公開）等を製作・配給している。1932年（昭和7年）10月1日、同館が位置した北豊島郡が東京市に編入され、王子町は王子区になった。1933年（昭和8年）6月、河合映画は大都映画に改組している。
映画監督の渡辺護は実家が映画館であったとされるが、ドキュメンタリー映画『糸の切れた凧 渡辺護が語る渡辺護』（構成：井川耕一郎、2011年（平成23年）製作）における渡辺の回想によれば、父の渡辺恭三郎が同館の経営に関わっていたのは、1939年（昭和14年）前後から1942年（昭和17年）までであり、大都映画の上映館であったという。これは渡辺が尋常小学校に通っていた時期にあたる。1940年（昭和15年）前後の時期に、王子新興映画劇場と改称している。渡辺護よれば、瀧野川区西ヶ原町（現在の北区西ケ原）の映画館と上映作品を掛け持ちしており、上映用のプリントを運ばなければならなかった旨のことを回想しているが、この掛け持ちの映画館は西ケ原大都館（かつての西ケ原萬歳館あるいは西ケ原キネマ、経営河合徳三郎）である。
1942年（昭和17年）には第二次世界大戦による戦時統制が敷かれ、同年1月27日には、大都映画は新興キネマ、日活の製作部門（撮影所）と合併し、大日本映画製作株式会社（大映）を形成した。それとともに、日本におけるすべての映画が同年2月1日に設立された社団法人映画配給社の配給になり、すべての映画館が紅系・白系の2系統に組み入れられるが、同年発行の『映画年鑑 昭和十七年版』によれば、同館の系統は紅系10番館であった。当時の同館の経営者は宮川利一・平石喜伸の連名であり、支配人は宮川利一が兼任しており、観客定員数は458名であった。宮川利一は、大都映画設立時に監査役を務めた人物である。
同年の紅系では、『間諜未だ死せず』（監督：吉村公三郎、製作：松竹大船撮影所、4月23日公開）、『維新の曲』（監督：牛原虚彦、製作：大映京都撮影所、5月14日公開）、『南海の花束』（監督：阿部豊、製作：東宝映画、5月21日公開）、『婦系図』（監督：マキノ正博、原作：泉鏡花、製作：東宝映画、6月11日公開）、『梅里先生行状記 龍神剣』（監督：滝沢英輔、原作：吉川英治、製作：東宝映画、6月25日公開）、『木蘭従軍』（監督：卜万蒼、製作：中華電影公司、1939年（昭和14年）製作、7月23日公開）、『母の地図』（監督：島津保次郎、製作：東宝映画、9月3日公開）、『母は死なず』（監督：成瀬巳喜男、製作：東宝映画、9月24日公開）、『愛国の花』（監督：佐々木啓祐、製作：松竹大船撮影所、11月12日公開）、『ハワイ・マレー沖海戦』（監督：山本嘉次郎、製作：東宝映画、12月3日公開）、『富士に立つ影』（監督：池田富保・白井戦太郎、原作：白井喬二、製作：大映京都撮影所、12月27日公開）といった、同館の大都映画時代には考えられない規模の大作が公開された。この時期の王子区内には、同館および前述の王子レコード館、王子萬歳館のほか、十條館（十條仲原1丁目5番地、戦後の十条映画劇場、経営・峰岸秀樹）、昭和キネマ（上十條4丁目6番地、経営・峰岸秀樹）、王子映画劇場（東十條2丁目6番地4号、経営・山本音一）、濤晃映画劇場（豊島町1丁目6番地3号、戦後の王子トーコー劇場、経営・伊藤福次）の合計7館が存在した。
1945年（昭和20年）2月19日の空襲によって豊島地区は壊滅、同館は閉館を余儀なくされた。戦後間もない1947年（昭和22年）に撮影された同地の航空写真では、一帯がほとんど更地である。王子区は同年3月15日、滝野川区と合併して北区になった。王子レコード館は王子レコード劇場、十條館は十条映画劇場、濤晃映画劇場は王子トーコー劇場として復興し、王子映画劇場も復興、旧・滝野川区の甲子館も甲子映画劇場（田端新町3丁目118番地）として復興したが、1953年（昭和28年）3月から同年4月に撮影された航空写真にも、1955年（昭和30年）に発行された『映画年鑑 1955 別冊 全国映画館総覧』にも、同館跡地あるいは近辺に後継館は建っていなかった。その後、跡地に映画館が建つことはなく、1984年（昭和59年）2月にマンション「セントラル王子」が竣工し、現在（2013年（平成25年）6月）に至る。